# Laubauer Maisalm
Die Laubauer Maisalm ist eine Alm in der Gemarkung Vachenau in der Gemeinde Ruhpolding.
Der Kaser der Laubauer Maisalm steht unter Denkmalschutz und ist unter der Nummer D-1-89-140-87 in die Bayerische Denkmalliste eingetragen.

## Baubeschreibung
Der Kaser der Laubauer Maisalm ist ein eingeschossiger massiver Satteldachbau mit verbrettertem Giebel. Das Gebäude wurde Mitte des 19. Jahrhunderts errichtet.

## Heutige Nutzung
Die Laubauer Maisalm wird landwirtschaftlich genutzt.

## Lage
Die Laubauer Maisalm befindet sich im Ruhpoldinger Ortsteil Laubau fast direkt an der B305 auf einer Höhe von 700 m ü. NN.